# Altaïr
Alpha Aquilae
Pour les articles homonymes, voir Altair.
Désignations
Altaïr, également connue par sa désignation de Bayer Alpha Aquilae (α Aquilae / α Aql), est l'étoile la plus brillante de la constellation de l'Aigle. De magnitude apparente 0,76, elle est la douzième étoile la plus brillante de la voûte céleste. Située à environ 17 années-lumière de la Terre, elle est aussi l'une des étoiles les plus proches visibles à l'œil nu.

## Nomenclature, histoire et mythologie

### De la Mésopotamie à l’UAI
Altair (en français Altaïr) est le nom approuvé pour α Aql par l’Union astronomique internationale (UAI).
Au tout début, nous trouvons l’étoile mul.TI8.mušen = Erû, « l’Aigle », affectée sans hésitation à α Aql dès la fin du 2e millénaire avant notre ère (voir la constellation de l’Aigle).

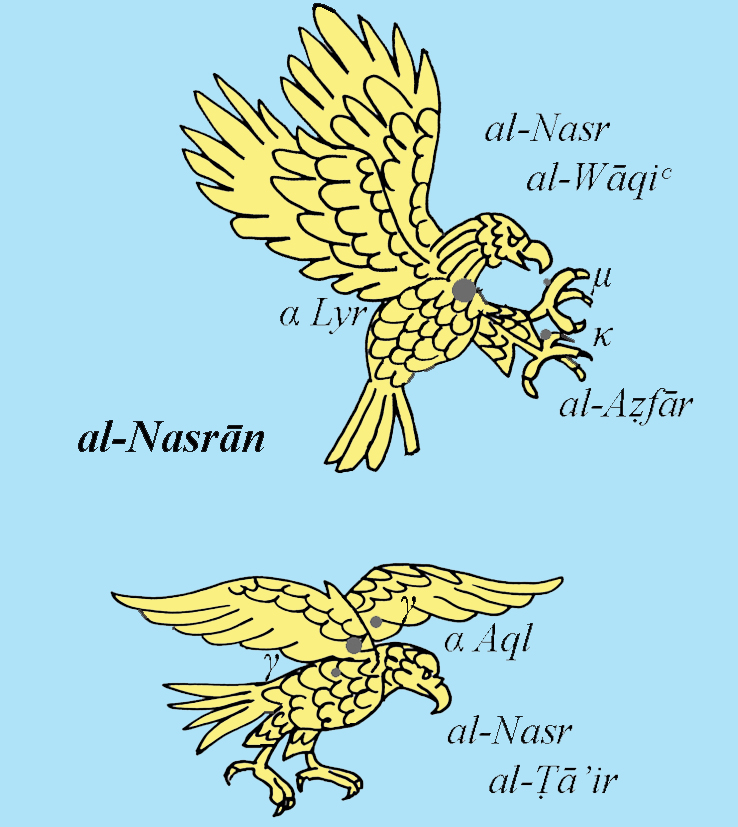
Les Deux aigles, النسر الواقع al-Nasr al-Wāqiᶜ, « l’Aigle Tombant », et النسرالطاٸر al-Nasr al-Ṭā’ir, « l’Aigle Volant ».

Cette étoile est décrite comme « l’étoile qui est au milieu de la tête » de Ἀετός pour les Grecs, puis d’Aquila pour les Latins et d’al-ᶜUqāb pour les Arabes.
Mais ces derniers connaissent déjà, dans le ciel arabe traditionnel, cette étoile sous le nom de الطائر  النسر al-Nasr al-Ṭā’ir, « l’Aigle Volant », qui forme, dans le ciel arabe traditionnel, un couple avec النسر الواقع al-Nasr al-Wāqiᶜ, « l’Aigle Tombant » , qui désigne α Lyr, mais il est clair que cet aigle-là, celui qui est identifié à α Aql, et qui appartient aux premiers calendriers arabes de type παράπηγμα ou calendriers de anwā’, est un héritage direct de Mésopotamie par une voie araméenne.
Figurant sur l’astrolabe, le nom est très tôt raccourci enالطائر al-Ṭā’ir, et peut dès l’an mil passer dans les textes latins, notamment Annazratair chez Llobet de Barcelone, et Altair dans l’école de Gerbert d’Aurillac et chez Hermann de Reichenau,. En traduisant les versions arabes de la Μαθηματική σύνταξις de Ptolémée (IXe s.), Gérard de Crémone donne Stellatio Aquile, & est vultur volans, et que l’on retrouve sous les formes Atair et vultur volans dans l’Uranometria de Johann Bayer (1603). Le nom d'Altaïr a donc traversé les siècles et a fini, à partir du XIXe par s’imposer au détriment de la version latine, Vultur cadens, rencontrée chez Gérard de Crémone (ca. 1175), en français « l’Aigle chéant » et « Aigle volant » chez Hagin le Juif (1270).

### En Chine et au Japon
En chinois, α Aql est nommée « Niu Lang » (牛郎), en japonais, « Hikoboshi » (彦星). Au Japon comme en Chine, Altaïr est mentionnée dans la légende de la Tisserande et du Bouvier. La 7e nuit du 7e mois lunaire (七夕), les Japonais fêtent Tanabata et les Chinois Qīxī en l'honneur de ce couple éternel. En astronomie chinoise, elle fait partie de l'astérisme Hegu, représentant un tambour.

## Caractéristiques physiques

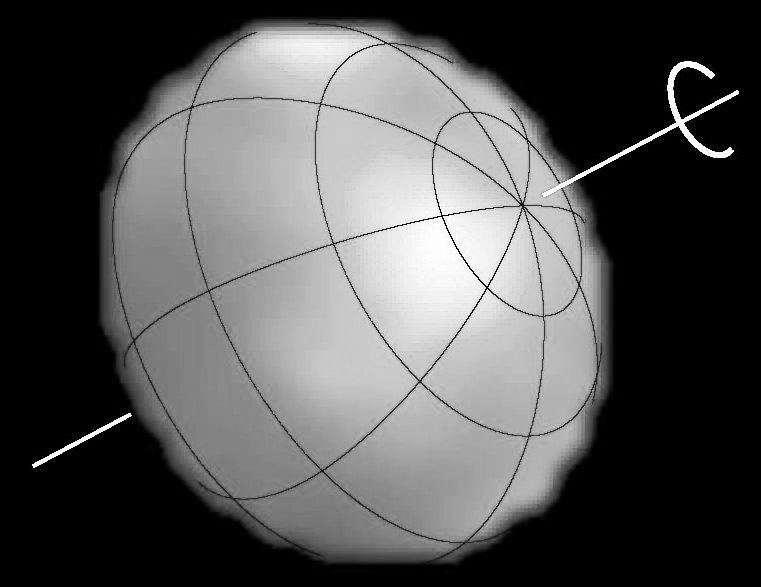
Image directe d'Altaïr.

Altaïr est une étoile blanche de type spectral A7Vn, avec une classe de luminosité V (lire « cinq »), qui indique qu'il s'agit d'une étoile de la séquence principale. Le suffixe « n » derrière sa classe de luminosité indique que son spectre présente des raies « nébuleuses » en raison de sa rotation rapide. Elle est aussi considérée comme une étoile variable de type Delta Scuti, malgré des variations très petites, de l'ordre de 2 millimagnitudes.
Elle est environ deux fois plus grande que le Soleil (2,008 ± 0,006) et 1,86 ± 0,03 fois plus massive que lui, et elle est près de onze fois plus lumineuse que lui.
Ce qui la caractérise est sa rotation extrêmement rapide : il lui faut 7 heures 46 minutes pour effectuer une rotation, là où le Soleil met un peu plus de 25 jours. Altaïr tourne donc à son équateur à la vitesse de 314 km/s. En conséquence, Altaïr est oblongue, aplatie aux pôles et renflée à l'équateur : son diamètre équatorial est au moins 22 % plus grand que son diamètre polaire. L'aplatissement ε est égal à 0,220 ± 0,003, l'inclinaison i entre l'axe des pôles et la ligne de visée est égale à 50,7 ± 1,2° et l'angle de mouvement propre PA est égal à 301,1 ± 0,3°.
En 2007, des images de la surface d'Altaïr, dans le domaine du visible, ont été réalisées depuis l'observatoire du Mont Wilson en Californie grâce aux techniques de l'interférométrie en mettant en œuvre quatre des six télescopes du site. Les images obtenues montrent une étoile de couleur bleutée, fortement oblongue ce qui confirme les observations précédentes sur sa vitesse de rotation.
Une modélisation à deux dimensions, présentée dans une nouvelle étude publiée en janvier 2020, précise ses caractéristiques physiques. Son âge est estimé à environ 100 millions d'années, soit beaucoup plus jeune que ceux donnés précédemment.

## Environnement stellaire
Altaïr est une étoile double optique : sa compagne, de magnitude 9,6, ne lui paraît associée que par un effet de perspective.
Altaïr est également l'un des sommets du triangle d'été, un astérisme formé également de Alpha Cygni (Deneb) et de Alpha Lyrae (Véga).

## Altaïr dans la fiction
L'étoile est citée dans le prologue du film américain Planète interdite (1956).
La nouvelle Vous voyez mais vous n'observez pas (1995), de Robert J. Sawyer, évoque cette étoile et une civilisation extraterrestre habitant dans ce système stellaire.